# Atlas Centaur 2
Atlas Centaur 2 – testowy lot amerykańskiej rakiety nośnej z makietą jako ładunkiem, która została umieszczona na orbicie okołoziemskiej, i wyposażona w wiele czujników i sensorów potrzebnych do sprawdzenia działania rakiety. Było to pierwsze pomyślne użycie członu Centaur na ciekłe paliwo wodorowe.
Ładunek pozostaje na orbicie, której żywotność szacowana jest na 100 lat.